# Telmatoscopus flebilis
Telmatoscopus flebilis és una espècie d'insecte dípter pertanyent a la família dels psicòdids.

## Descripció
- Femella: sutura interocular arquejada; vèrtex arrodonit de manera uniforme a tota la zona occipital; front amb una àrea trapezoïdal de pèls; palp núm. 2 més llarg que el 3; antenes d'1,10 mm de llargària i amb l'escap una mica més llarg que el pedicel; fèmur més llarg que la tíbia; placa subgenital amb un parell de petits lòbuls separats per una concavitat ampla; ales d'1,90 mm de longitud i 0,75 d'amplada.
- El mascle no ha estat encara descrit.[3]

## Distribució geogràfica
Es troba a Indonèsia: Papua Occidental.